# 加州大学欧文分校法学院

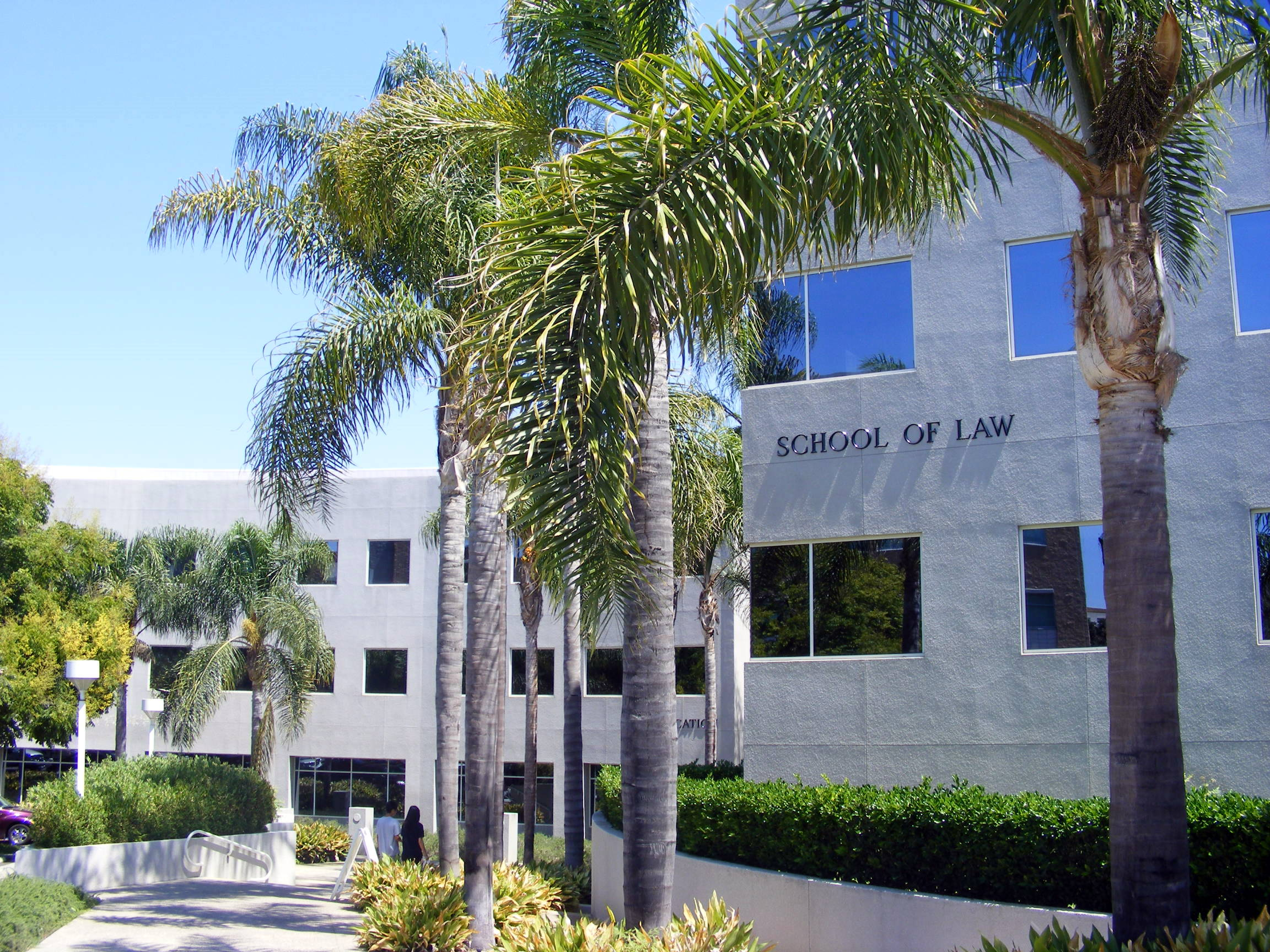
法学院大楼

加州大学欧文分校法学院（University of California, Irvine School of Law）是一所自2008年起在美国加州创设的法学院，附属于加州大学欧文分校。该院目前只有临时认证，2014年该校将获得美国律师协会的正式认证。
在《美国新闻与世界报道》的2021法学院排名里排名第27。该学院是加州大学系统中五所法学院之一。
该学院创设时标准很高，其师资被评为全美第九，学生很少，第一批只有60人，录取率非常低，成绩和LSAT分数都很高，大多有奖学金。